# Launay
Launay település Franciaországban, Eure megyében. Lakosainak száma 180 fő (2022. január 1.). Launay Beaumontel, Beaumont-le-Roger, Nassandres sur Risle és Goupil-Othon községekkel határos.

## Népesség
A település népességének változása:
| Lakosok száma | 197  | 166  | 202  | 215  | 213  | 206  | 200  | 195  | 193  | 180  |
|               | 1968 | 1982 | 1990 | 2006 | 2013 | 2015 | 2017 | 2019 | 2020 | 2022 |